# جو دافنبورت
جو دافنبورت (بالإنجليزية: Joe Davenport)‏ هو لاعب كرة قاعدة أمريكي، ولد في 24 مارس 1976 في شيكاغو في الولايات المتحدة.

## وصلات خارجية
- جو دافنبورت على موقعبيزبول رفرنس.كوم (الدوري الرئيسي) (الإنجليزية)